# Aşık Mahzuni Şerif
Mahzuni Şerif (parfois orthographié Mahsuni Şerif), né dans le village de Tarcalık (région d’Afşin en Turquie) le 17 novembre 1940, mort à Cologne (Allemagne) le 17 mai 2002, était un poète, chanteur, compositeur et joueur de saz Turc d'origine Turkmène Bektachi . L’usage a accolé à son nom le terme d’aşık, équivalent turc du troubadour. Depuis 1967, il a produit quelque 400 disques et 50 cassettes et publié neuf livres.
Ses chansons donnent une large place aux questions sociales et politiques.